# شريفاوا (سقز)
قرية شَريفاوا (بالكردية: شەریفاوا) هي إحدى القرى التابعة لـتيله کو في ريف قسم زيويه من مقاطعة سقز، في محافظة كردستان الإيرانية.

## السكان
حسب إحصاءات سنة 2006، بلغ إجمالي السكان في شَريفاوا 85 نسمة وعدد المساكن 14 مسكن. لغة سكان شَريفاوا هي اللغة الكردية و هم من أهل السنة والجماعة والمذهب الشافعي.